# Grandi Navi Veloci
Pour les articles homonymes, voir GNV.
Ne doit pas être confondu avec Grimaldi Lines.

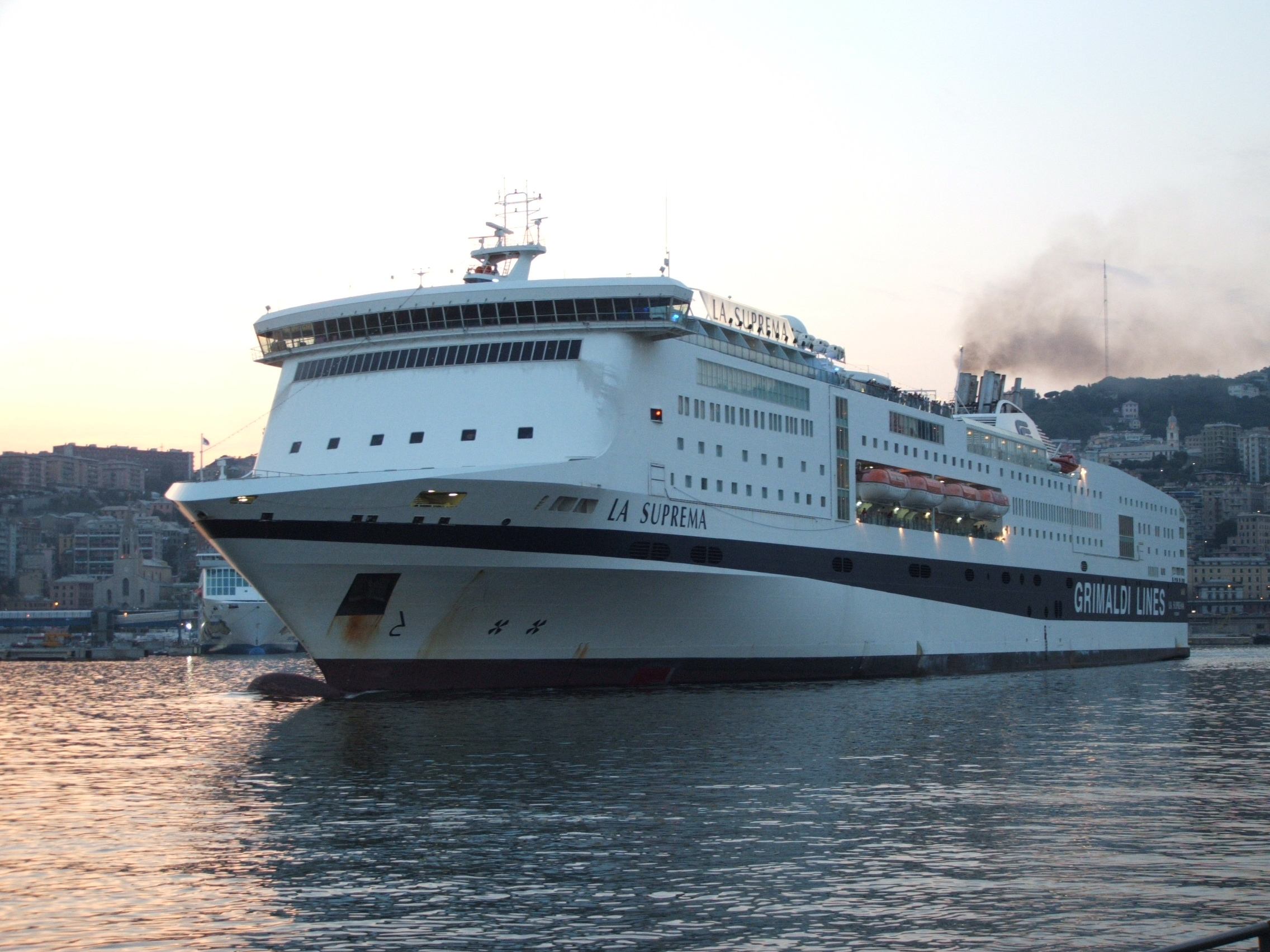
La Suprema sous l'ancienne livrée Grandi navi veloci à Gênes.

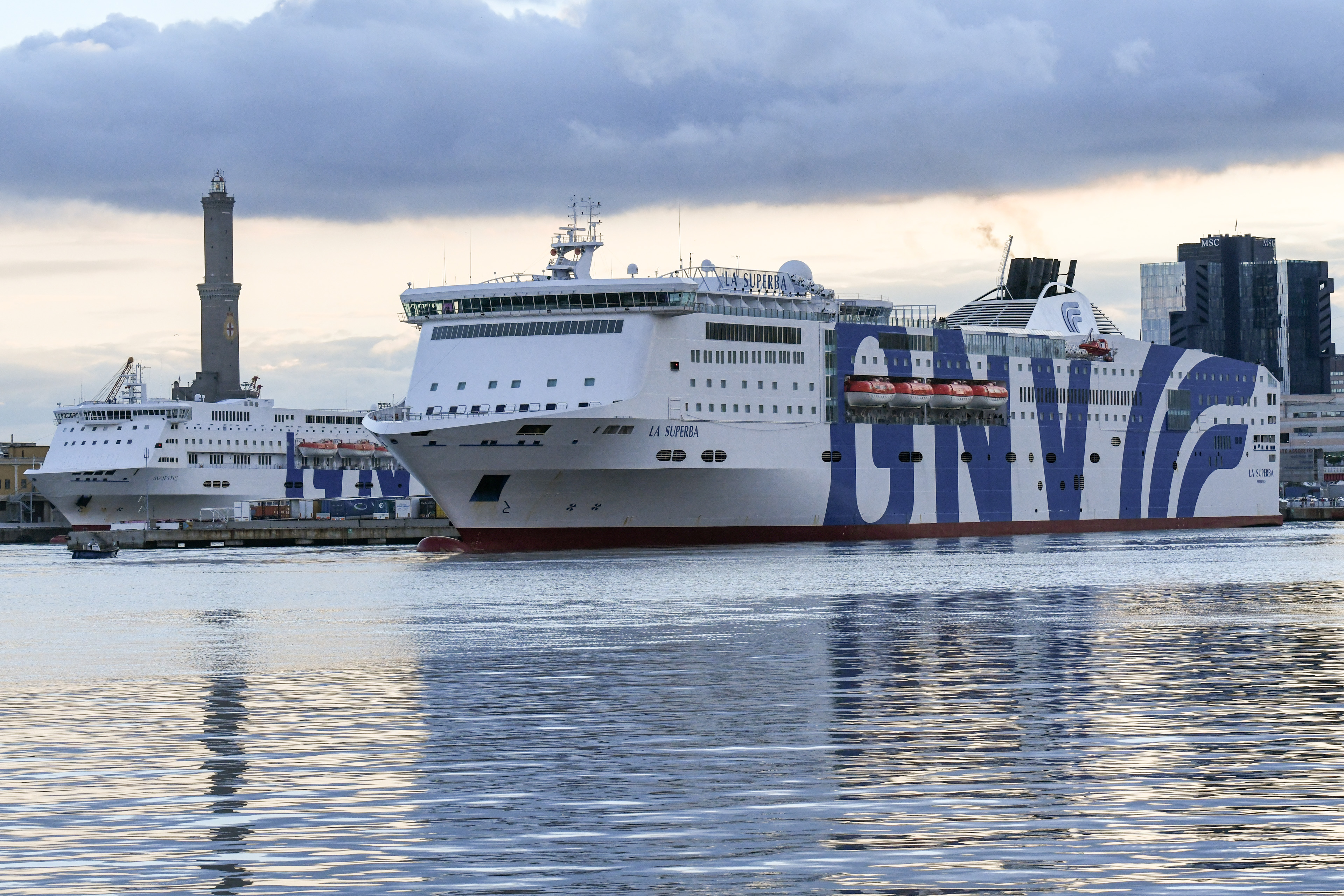
La Superba.

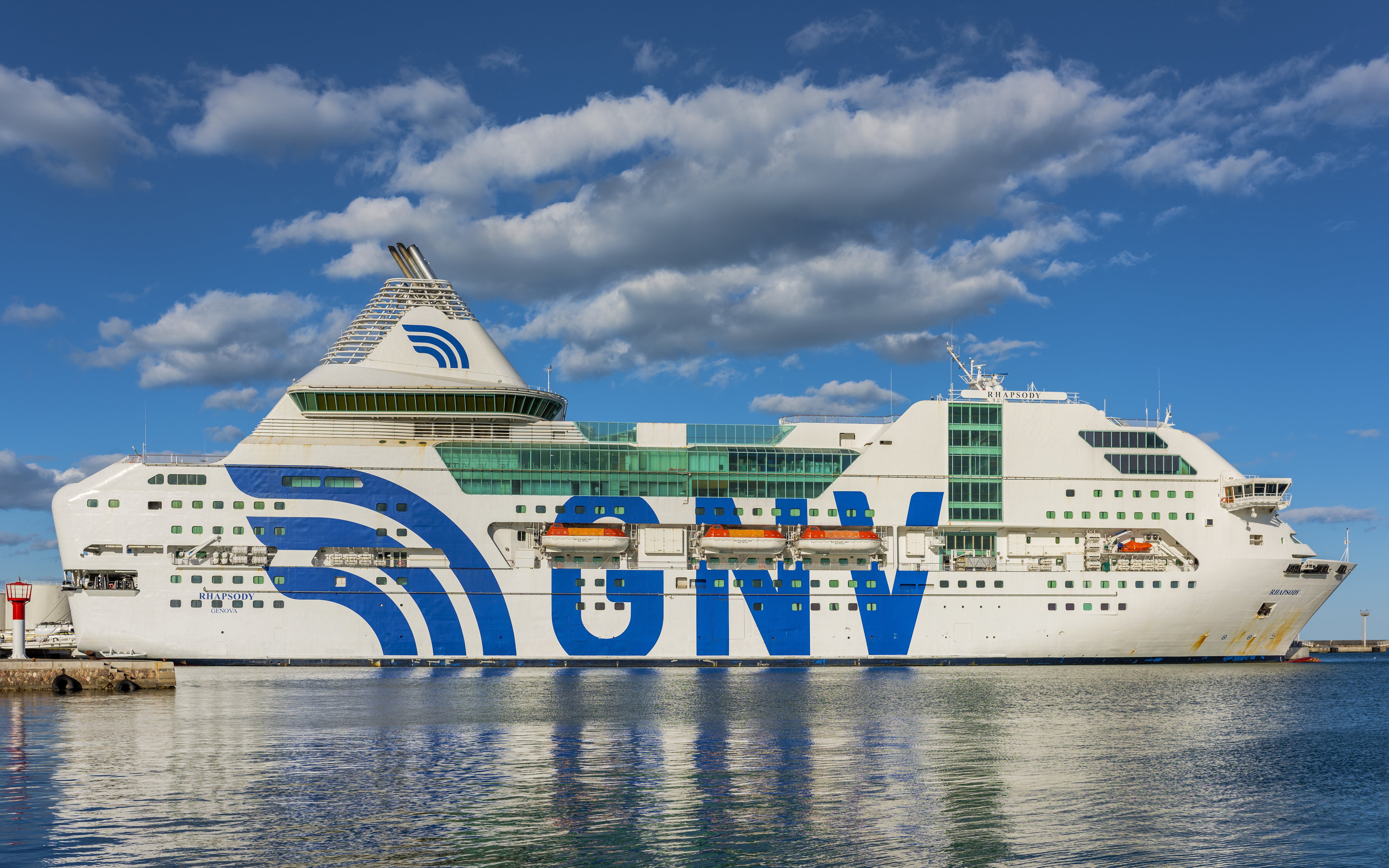
Le Rhapsody

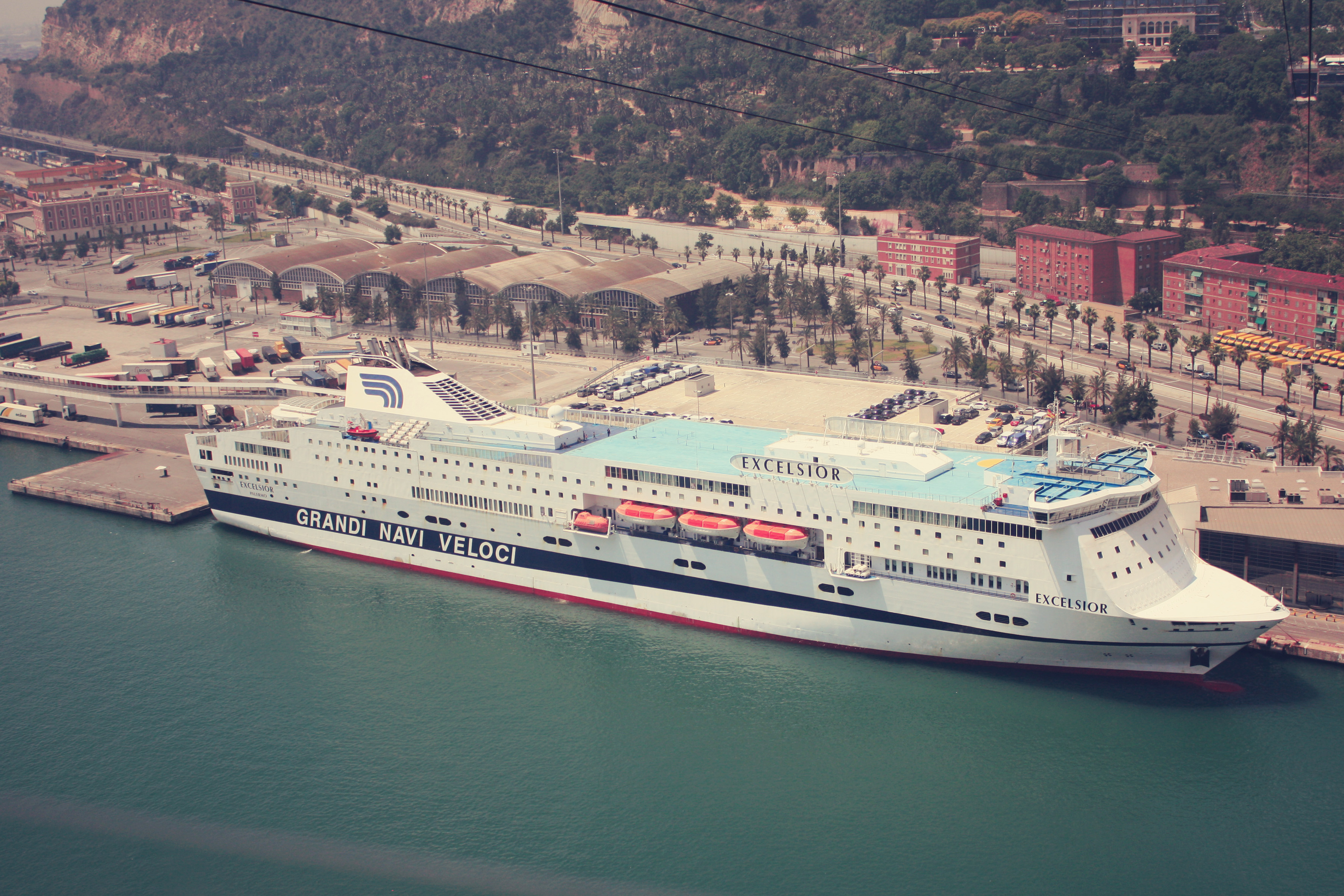
L'Excelsior

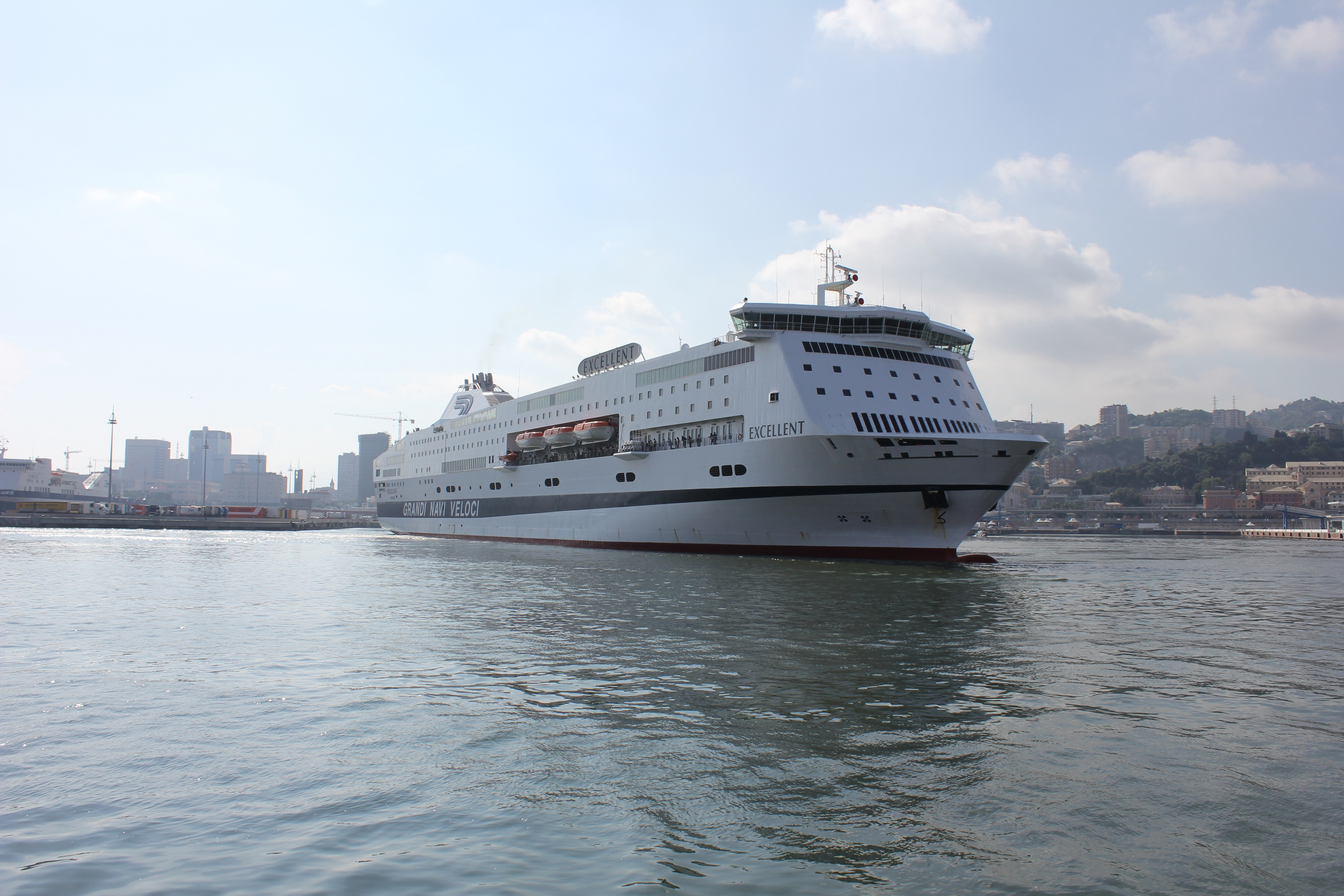
L'Excellent

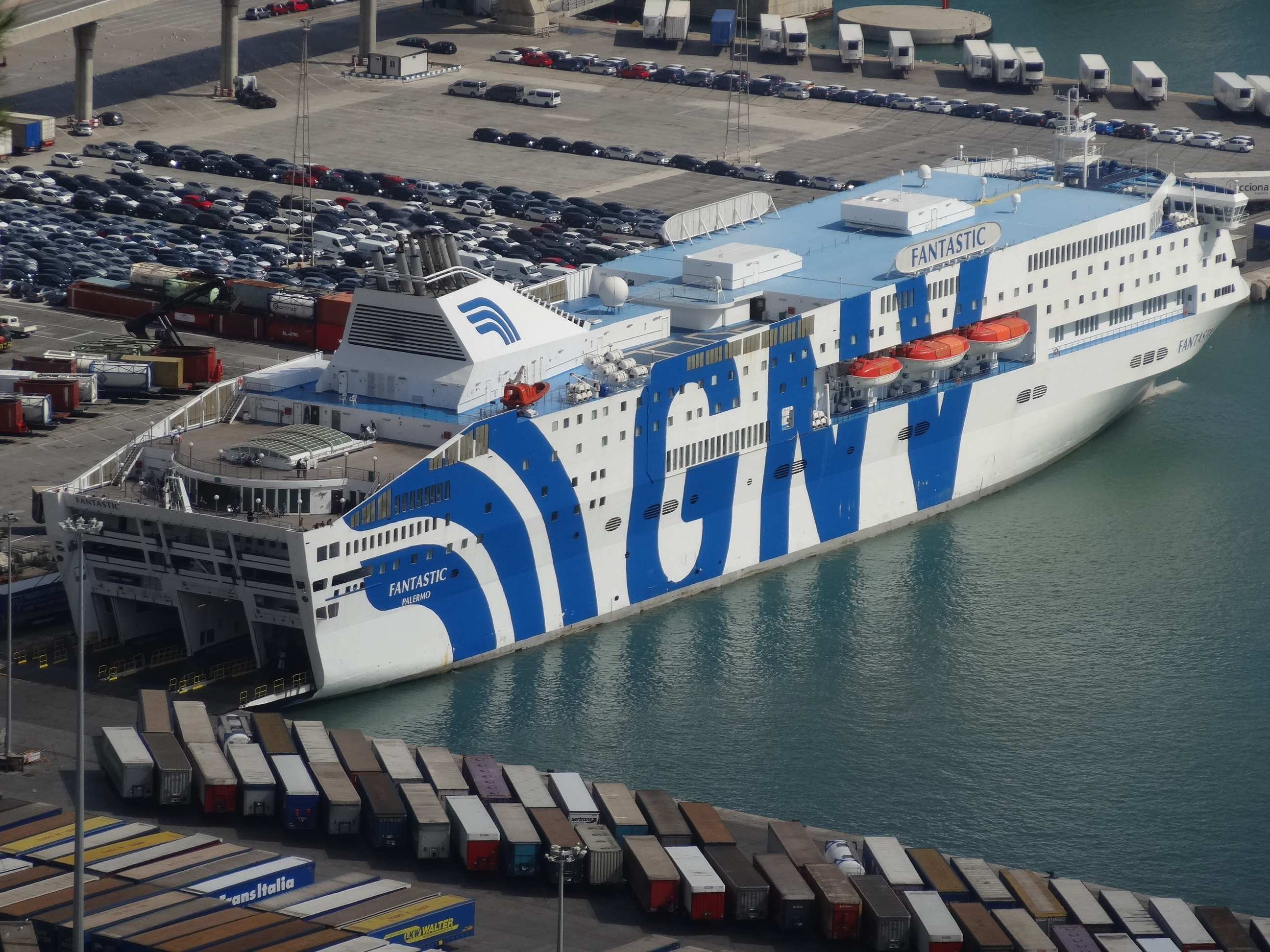
Le Fantastic

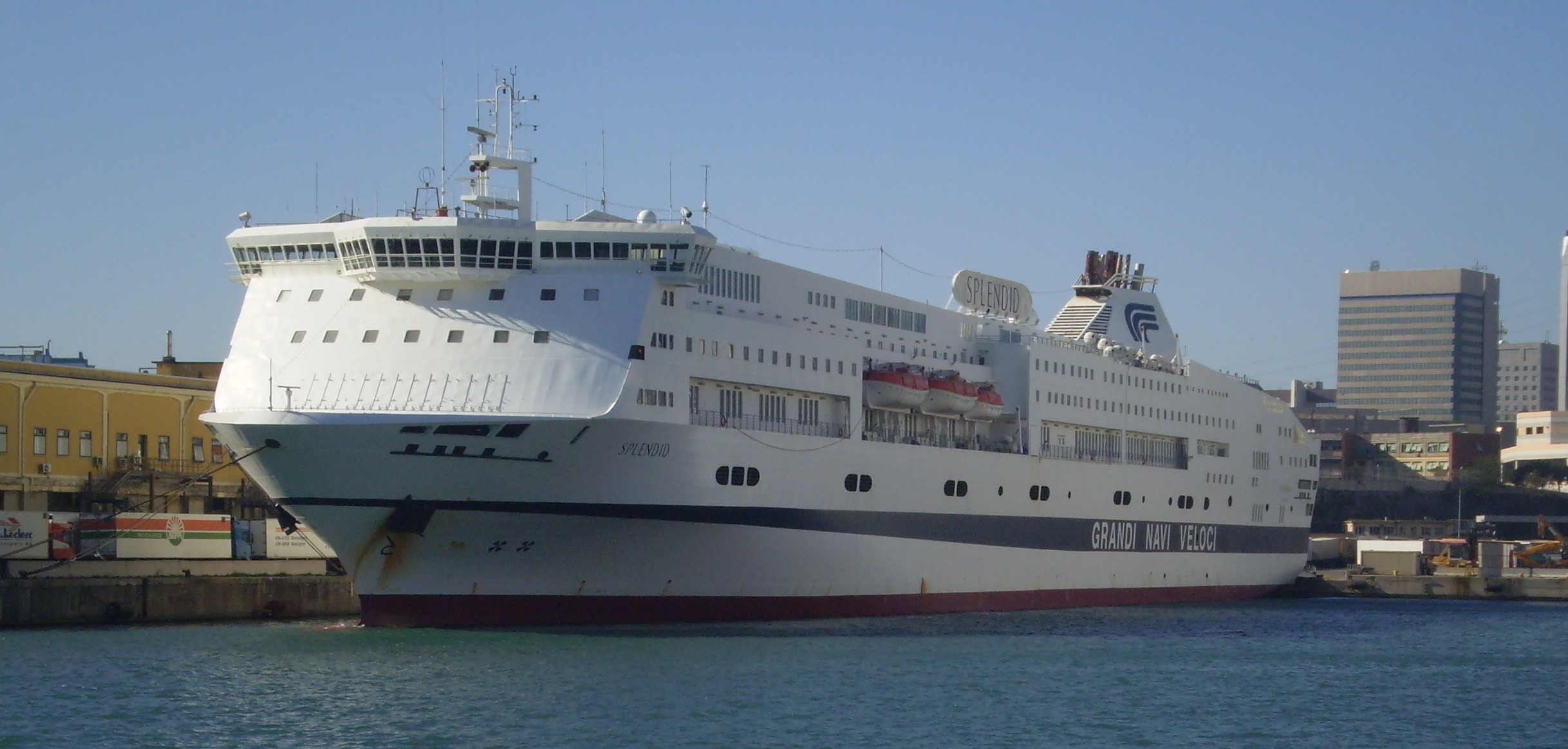
Le Splendid

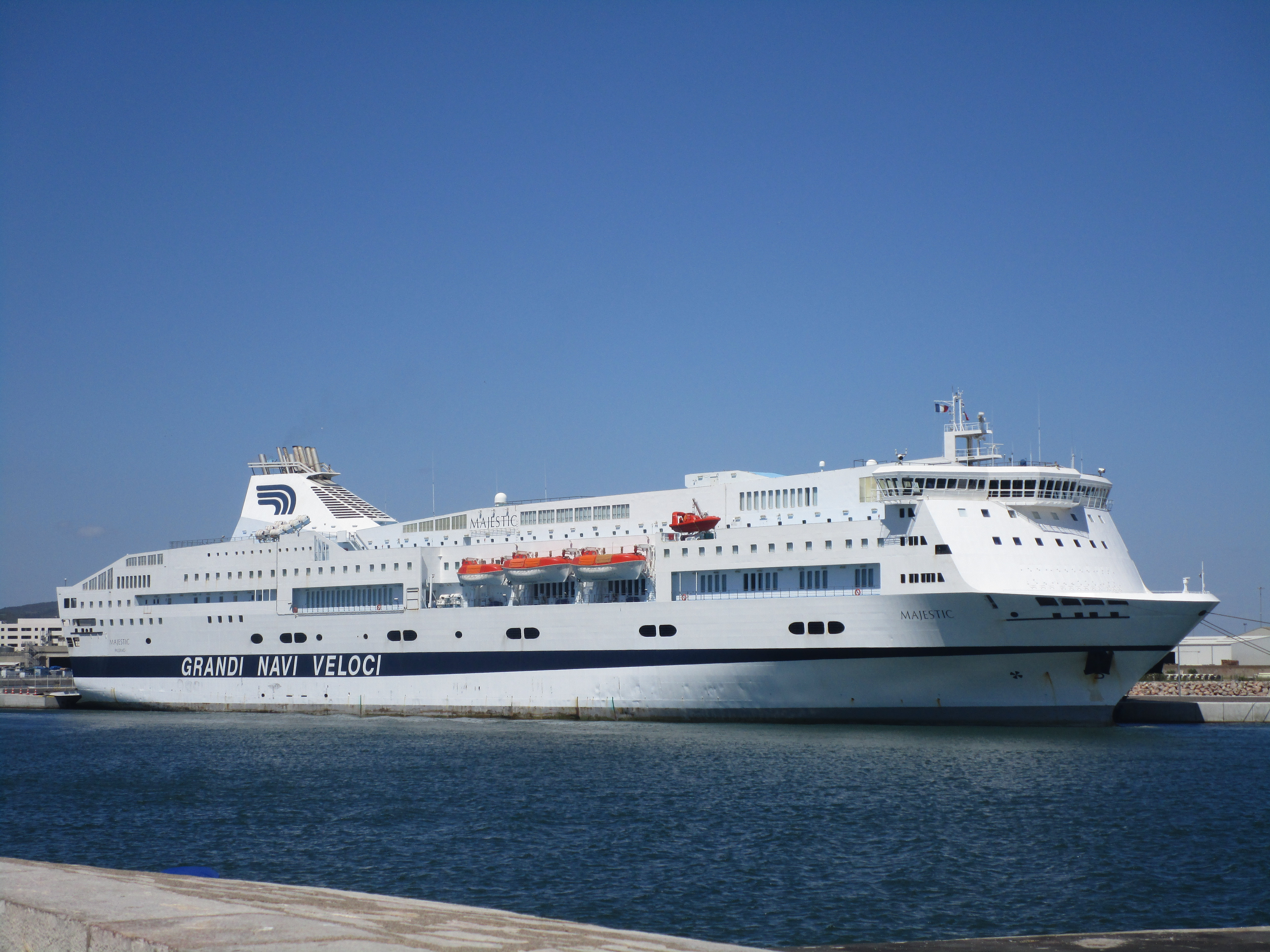
Le Majestic

Grandi Navi Veloci (abrégée en GNV) est une importante compagnie de navigation maritime italienne assurant le transport de passagers, de véhicules et de fret sur des liaisons maritimes reliant l'Italie continentale à la Sicile, la Sardaigne, l'Espagne, le Maroc, la Tunisie et l'Albanie et est également présente sur les lignes entre la France, l'Espagne et le Maroc. Créée en 1992 par Aldo Grimaldi, la compagnie, filiale à l'époque du groupe Grimaldi, démarre ses activités sur les lignes intérieures italiennes en 1993. Popularisant le concept du cruise-ferry en Italie, l'entreprise se constitue tout au long des années 1990 une flotte d'imposants navires de grande capacité et dotés d'un grand confort. Avec l'ouverture, au début des années 2000 de ses premières liaisons internationales vers l'Espagne et le Maghreb, elle s'impose comme l'un des principaux armateurs en Méditerranée. Affirmant année après année son indépendance vis-à-vis du groupe Grimaldi, GNV sera finalement rachetée en 2011 par le groupe MSC.

## Historique
Grandi Navi Veloci est fondée en 1992 à la demande de son directeur général, puis président, Aldo Grimaldi. Elle est à l'époque une filiale du groupe Grimaldi. L'ambition d'Aldo Grimaldi est de créer une flotte de navires modernes afin de révolutionner le cabotage italien, ces navires devront relier les principales îles italiennes de la mer Méditerranée en combinant le transport de fret et de passagers avec un haut niveau de confort comparable à celui des navires de croisière.
Le premier navire Grandi Navi Veloci, mis en service en 1993, est le Majestic, construit par les chantiers Apuania Marina di Carrara, exploité sur la ligne Gênes - Palerme (Sicile). La jeune compagnie gagne rapidement un formidable succès, si bien qu'en 1994, est mis en service le sister-ship du Majestic, le Splendid sur la ligne Gênes - Porto Torres (Sardaigne). Ces navires sont des cruise-ferries, le croisement entre des car-ferries et des paquebots, le Majestic et le Splendid sont les premiers navires de ce type en Italie.
Le succès de ces deux premiers navires étant constant, Grandi Navi Veloci met successivement en service le Fantastic en 1996 et les sister-ships Excellent et Excelsior respectivement en 1998 et 1999. L'année 1996 voit également la jumboïsation du Splendid. Ce procédé, visant à agrandir le navire, augmente sa capacité et son confort.
En 1997, Grandi Navi Veloci (avec tout le groupe Grimaldi) obtient la certification de la norme ISO 9002 système de qualité premier prix du genre en Italie pour les ferries. La même année, la compagnie met en place la ligne Livourne - Palerme. La compagnie se dote également en 1998 du car-ferry Victory, acquis à la compagnie japonaise Higashi Nihon Ferry et mis en service en 1999 après ses travaux de transformation visant à l'adapter aux standards de la compagnie. Cette même année 1998, Grandi Navi Veloci ouvre une ligne Gênes - Olbia (Sardaigne) mais ouvre également sa première ligne internationale à destination de l'Espagne, Gênes - Barcelone.
En 1999, la compagnie entre en bourse. En 2000 sont mis en place des mini-croisières gagnant très rapidement un succès considérable auprès de la clientèle. L'année se termine par une hausse de 38 % dans le transport des passagers.
En 2002, Grandi Navi Veloci met en service le gigantesque cruise-ferry La Superba (le nom est un hommage à la ville de Gênes), qui est alors le plus grand car-ferry en service sur la mer Méditerranée mais aussi le plus moderne et le plus sophistiqué. Un sister-ship, La Suprema, est mis en service en 2003. Ce nouveau navire inaugure une nouvelle ligne internationale à destination de la Tunisie, permettant à la compagnie de s'imposer sur le marché des lignes du Maghreb sous-exploité.
Dans les années qui suivent, la compagnie se voit décerner plusieurs prix d'excellence. En 2004 est ouverte la nouvelle ligne Civitavecchia - Palerme. Cette même année, la famille Grimaldi et les fonds de Private Equity gérés par Permira parviennent à un accord pour poursuivre le développement de la compagnie, grâce à l'entrée dans le capital de Grandi Navi Veloci de Permira, à raison de 80%, et de Grimaldi Holding, pour les 20% restants.
En 2008, de nombreux changements interviennent dans l'actionnariat de la compagnie, le fondateur, Aldo Grimaldi, ne conserve alors que de minces parts de l'entreprise, les inscriptions « Grimaldi Lines » que les navires arboraient jusqu'alors sont remplacés par le nom « Grandi Navi Veloci ». Aujourd'hui, le groupe Grimaldi exploite toujours des navires sous les couleurs de Grimaldi Lines, notamment les gigantesques navires mixtes Cruise Roma et Cruise Barcelona effectuant les liaisons Italie - Espagne. Cette même année 2008 voit l'inauguration des premières liaisons avec le Maroc sur la ligne Gênes - Barcelone - Tanger. Entre 2007 et 2008 sont mis en service trois cargos destinés à transporter du fret, les Coraggio, Audacia et Tenacia, ces navires sont déployés sur la Sicile, la Tunisie et l'Espagne. En 2009, la famille Grimaldi quitte définitivement le groupe d'actionnaires et la direction de Grandi Navi Veloci. La structure de l'actionnariat est ainsi répartie : Investitori Associati (67,1 %), IDeA Co-Investment Fund (20,1 %), Charme (9,2 %), dirigeants (2,1 %), autres actionnaires (1,5 %).
En 2010, l’Assemblée Générale Extraordinaire des actionnaires de Grandi Navi Veloci délibère une augmentation du capital social réservé en faveur de Marinvest S.r.l., qui se voit attribuer une participation égale à 50 % du capital social de Grandi Navi Veloci. La compagnie devient la propriété du groupe MSC. Marinvest entre ainsi dans l'actionnariat de Grandi Navi Veloci par une augmentation de capital en contrepartie d’un apport mixte et moyennant l’apport de trésorerie et des trois navires de la compagnie SNAV, (SNAV Toscana, SNAV Lazio, SNAV Sardegna) également filiale du groupe MSC qui fusionne avec Grandi Navi Veloci afin de ne former qu'une seule entité. La nouvelle équipe associée se répartit de la façon suivante : Marinvest (50 %), Investitori Associati (35 %), IDeA (9,2 %), Charme (4,6 %) et d’autres associés (1,2 %).
En 2012, le 26 mai, Grandi Navi Veloci inaugure deux nouvelles liaisons maritimes entre le port français de Sète et les ports marocains de Tanger et de Nador à la suite de la faillite des compagnies Comarit et Comanav.
Le 2 août 2012, l’Assemblée des Associés de Grandi Navi Veloci délibère une augmentation du capital social pour une valeur de 30 millions d’euros ; au cours de l’Assemblée, le Conseil d’Administration se voit également déléguer la faculté de procéder à une nouvelle augmentation de capital jusqu’à 20 millions d’euros. Les participations de la Compagnie sont alors réparties de la façon suivante : Marinvest (50 %), Investitori Associati (43,40 %), IDeA Co-Investment Fund (3,66 %), Charme (1,83 %), et autres associés (1,11 %). Le 20 décembre Roberto Martinoli est nommé Président de la Société ; Giovanni Battista Vacchi entre dans le Conseil en tant qu'Administrateur délégué. En 2013, Grandi Navi Veloci fête ses 20 ans d'activité en Méditerranée.
Le 11 décembre 2013 une augmentation du capital social à 169 999 988,97 € a été délibérée. Les pourcentages de participation des actionnaires de référence sont divisés entre Marinvest S.r.l. : (57,39 %), Investitori Associati : (36,97 %), Idea Capital Funds s.g.r. S.p.A. (3,12 %), Charme Investment S.C.A. (1,56 %) et autres (0,96 %).
En 2015, Grandi Navi Veloci ouvre une ligne vers l'Albanie à l'aide du Rhapsody, l'ancien Napoléon Bonaparte de la SNCM. Cette même année, est peinte sur La Suprema la nouvelle livrée de la compagnie représentant de manière démesurée le logo. Cette nouvelle livrée est appliquée sur tous les navires en 2016.
En mars 2017, GNV affrète le ferry grec Kriti I afin d'augmenter la fréquence des traversées entre Civitavecchia et la Sicile. En juin, c'est au tour du SNAV Adriatico de rejoindre la flotte après un affrètement de deux ans par la compagnie espagnole Acciona Trasmediterranea. L'apport de ce navire permet le redéploiement du Majestic sur les lignes du Maroc, offrant ainsi plus de traversées pour la saison 2017. En septembre, dans le cadre du référendum sur l'indépendance de la Catalogne, les autorités espagnoles affrètent le Rhapsody et le GNV Azzurra afin de loger les effectifs de la Garde civile mobilisés à l'occasion. Deux autres navires de la compagnie, La Suprema et l‘Excellent partent également pour les caraïbes à des fins humanitaires après le passage de l'ouragan Irma. Afin de remplacer ces navires, GNV affrète le car-ferry Ariadne à la compagnie grecque Hellenic Seaways.
Le 12 février 2018, MSC signe, conjointement avec le groupe Onorato, propriétaire des compagnies Moby Lines et Tirrenia, un contrat pour la construction de quatre navires mixtes jumeaux aux chantiers chinois Guangzhou Shipyard International (GSI). Prévus pour transporter 3 765 mètres linéaires de fret et 2 500 passagers, ces navires seront livrés en 2020. Deux d’entre eux seront exploités par GNV tandis que les deux autres seront la propriété du groupe Onorato.
En mai 2019, GNV rouvre la ligne entre Gênes et Olbia en Sardaigne. Pour l'occasion, la compagnie fait l'acquisition du car-ferry irlandais Oscar Wilde qui est rebaptisé GNV Allegra.
En 2020, GNV affrète le Girolata, navire-mixte de La Méridionale.
En 2021, GNV fait l'acquisition de jumeaux Pride of York et Pride of Bruges (renommés respectivement GNV Aries et GNV Antares) ainsi que du Scottish Viking (renommé quant-à lui GNV Sealand). La compagnie affrète également les navires-mixtes Forza et Tenacia.
En mai 2021, la compagnie met en service le navire-mixte GNV Bridge il est placé sur une nouvelle ligne reliant Barcelone à Palma, le GNV Sealand quant-à lui est mis en service entre Valence et Palma

## La flotte

### Flotte actuelle
Au 14 octobre 2024, la flotte de Grandi Navi Veloci est composée de 23 navires.
| Navire        | Pavillon | Type         | Construction | Entrée en flotte | Tonnage    | Longueur | Largeur | Passagers | Véhicules | Vitesse    | Statut     |
| ------------- | -------- | ------------ | ------------ | ---------------- | ---------- | -------- | ------- | --------- | --------- | ---------- | ---------- |
| GNV Polaris   |          | Ferry        | 2024         | 2024             | 46 403 UMS | 218 m    | 29,6 m  | 1 500     | ?         | 25 nœuds   | En service |
| La Suprema    |          | Cruise-ferry | 2003         | 2003             | 49 257 UMS | 211,5 m  | 30 m    | 3 000     | 980       | 28 nœuds   | En service |
| Rhapsody      |          | Cruise-ferry | 1996         | 2015             | 44 307 UMS | 172 m    | 30,4 m  | 2 448     | 716       | 23 nœuds   | En service |
| Excelsior     |          | Cruise-ferry | 1999         | 1999             | 40 193 UMS | 202,2 m  | 28 m    | 2 253     | 760       | 24 nœuds   | En service |
| Excellent     |          | Cruise-ferry | 1998         | 1998             | 39 777 UMS | 202,2 m  | 28 m    | 2 253     | 760       | 24 nœuds   | En service |
| Fantastic     |          | Cruise-ferry | 1996         | 1996             | 35 222 UMS | 188,2 m  | 27,6 m  | 2 033     | 760       | 21 nœuds   | En service |
| Splendid      |          | Cruise-ferry | 1994         | 1994             | 39 139 UMS | 214,5 m  | 27,6 m  | 2 200     | 1 010     | 21 nœuds   | En service |
| Majestic      |          | Cruise-ferry | 1993         | 1993             | 32 777 UMS | 188 m    | 27,6 m  | 1 790     | 760       | 21 nœuds   | En service |
| GNV Sirio     |          | Ferry rapide | 2004         | 2024             | 39 798 UMS | 214 m    | 26,40 m | 2 910     | 1 100     | 28 nœuds   | En service |
| GNV Auriga    |          | Ferry rapide | 2005         | 2024             | 39 798 UMS | 214 m    | 26,40 m | 2 910     | 1 100     | 28 nœuds   | En service |
| GNV Spirit    |          | Ferry        | 2001         | 2022             | 32 728 UMS | 203,90 m | 25 m    | 1 600     | 500       | 28 nœuds   | En service |
| GNV Atlas     |          | Ferry        | 1990         | 2010             | 33 336 UMS | 161,3 m  | 29 m    | 2 000     | 570       | 17 nœuds   | En service |
| GNV Cristal   |          | Ferry        | 1989         | 2010             | 33 336 UMS | 161,3 m  | 29 m    | 2 000     | 570       | 17 nœuds   | En service |
| GNV Allegra   |          | Ferry        | 1987         | 2019             | 31 914 UMS | 166,30 m | 28,41 m | 1 458     | 700       | 22 nœuds   | En service |
| GNV Antares   |          | Ferry        | 1987         | 2021             | 31 598 UMS | 179,35 m | 25,40 m | 1 258     | 850       | 19 nœuds   | En service |
| GNV Azzurra   |          | Ferry        | 1981         | 2010             | 30 316 UMS | 168,5 m  | 24,5 m  | 2 180     | 560       | 17 nœuds   | En service |
| GNV Blu       |          | Ferry        | 1986         | 2017             | 31 910 UMS | 164,61 m | 27,60 m | 1 800     | 555       | 20 nœuds   | En service |
| Golden Bridge |          | Ferry        | 1990         | 2022             | 26 463 UMS | 186,50 m | 24,80 m | 1 500     | 500       | 23,5 nœuds | En service |
| GNV Bridge    |          | Navire mixte | 2021         | 2021             | 32 581 UMS | 203,28 m | 25,60 m | 1 000     | 240       | 24 nœuds   | En service |
| GNV Sealand   |          | Navire mixte | 2009         | 2021             | 26 904 UMS | 186 m    | 25,60 m | 800       | 195       | 24 nœuds   | En service |
| Forza         |          | Navire mixte | 2010         | 2020             | 24 950 UMS | 199,14 m | 26,10 m | 500       | 600       | 24 nœuds   | En service |
| Tenacia       |          | Navire mixte | 2008         | 2020             | 24 950 UMS | 199,14 m | 26,10 m | 500       | 600       | 24 nœuds   | En service |

### Anciens navires

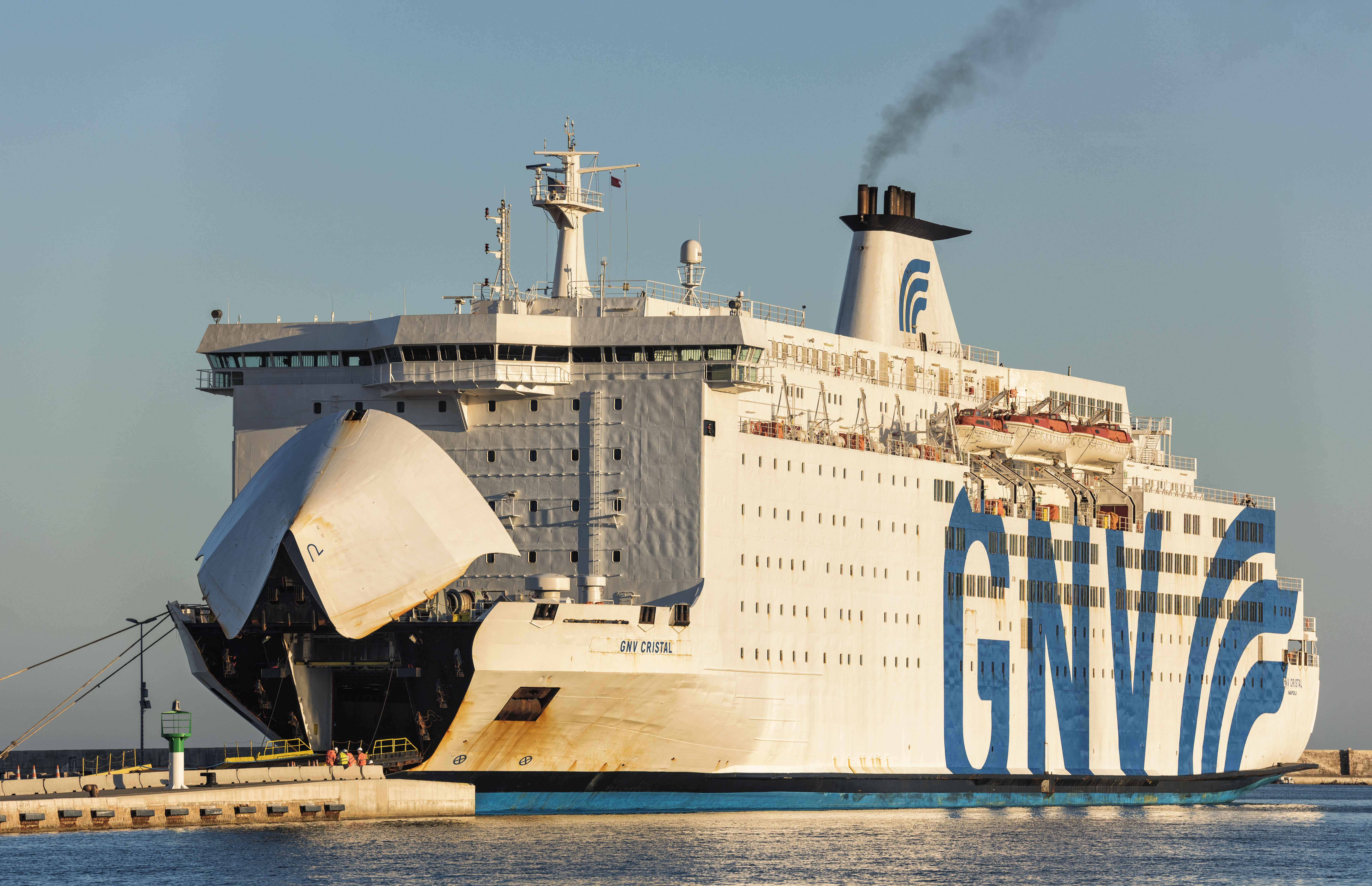
Le GNV Cristal au port de Sète.

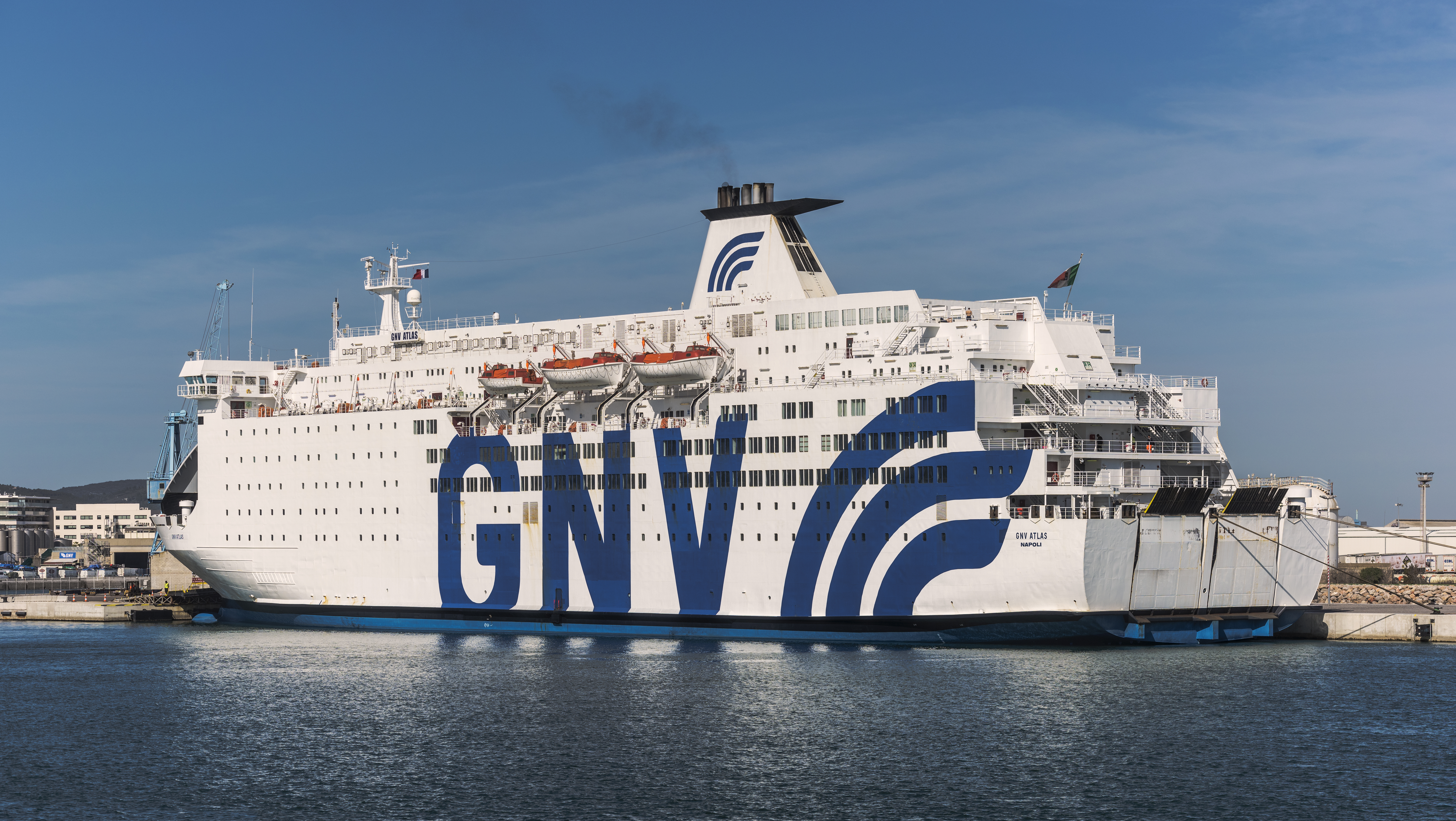
Le GNV Atlas.

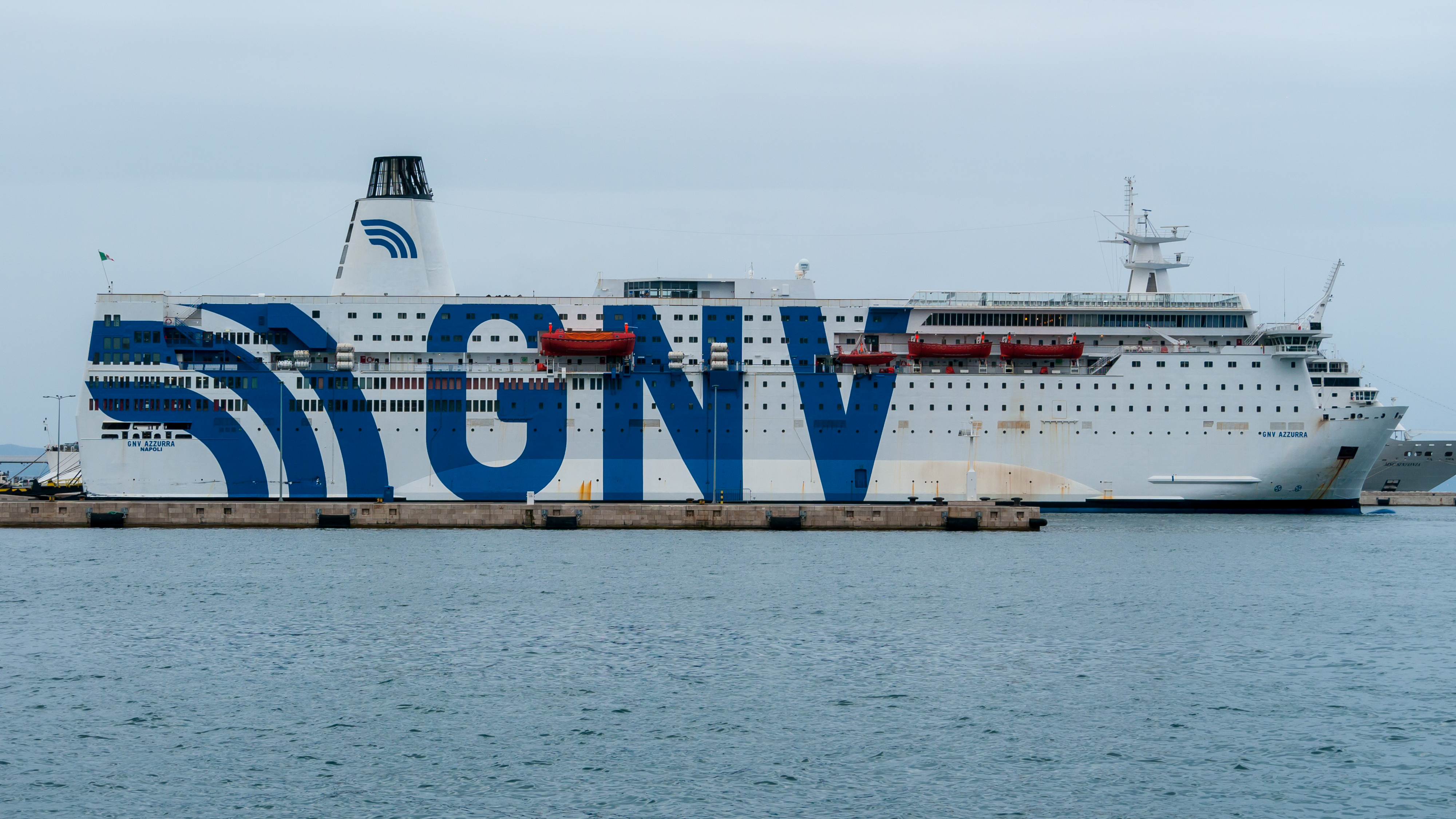
Le GNV Azzurra.

- Linda (2000-2005)
- Victory (1998-2007)
- Coraggio (2007-2010)
- Tenacia (2008-2011)
- Energia (2010-2011)
- Cartour Beta (2011)
- Forza (2007-2012)
- Zeus Palace (2010-2012)
- Scintu (2013)
- Stena Nordica (2016)
- Ariadne (2017-2018)
- Pascal Lota (2018)
- Kriti I (2017-2019)
- Girolata (2020)
- Janas (2023)
- GNV Aries (2021-2024)
- La Superba (2002 -2025)

## Lignes desservies
En 2022, Grandi Navi Veloci exploite ses 21 navires sur 19 lignes domestiques et internationale .
Le 7 avril 2025, Grandi Navi Veloci ajoute deux nouvelles lignes à ses 19 existantes : Sète - Alger et Sète - Bejaïa pour la saison estivale, opéré par le cruise-ferry Fantastic.

### Sicile
| Ligne                           | Navires                                                                  |
| ------------------------------- | ------------------------------------------------------------------------ |
| Gênes - Palerme                 | GNV Sirio toute l'année, La Suprema hors saison et GNV Auriga en saison. |
| Civitavecchia - Palerme         | GNV Tenacia toute l'année.                                               |
| Civitavecchia - Termini Imerese | GNV Splendid et GNV Majestic en saison.                                  |
| Naples - Palerme                | GNV Blu et GNV Antares toute l'année                                     |

### Sardaigne
| Ligne                 | Navires                |
| --------------------- | ---------------------- |
| Gênes - Porto Torres  | Rhapsody en saison.    |
| Gênes - Olbia         | GNV Allegra en saison. |
| Civitavecchia - Olbia | Splendid en saison     |

### Espagne
| Ligne             | Navires                                                                                |
| ----------------- | -------------------------------------------------------------------------------------- |
| Gênes - Barcelone | Excellent et Fantastic en saison, Excelsior hors saison et Rhapsody occasionnellement. |
| Valence - Palma   | GNV Sealand ou GNV Bridge toute l'année                                                |
| Barcelone - Palma | GNV Sealand ou GNV Bridge toute l'année                                                |

### Tunisie
| Ligne                 | Navires                                                      |
| --------------------- | ------------------------------------------------------------ |
| Gênes - Tunis         | La Suprema en saison, Excelsior et Fantastic en basse saison |
| Civitavecchia - Tunis | Splendid toute l'année, via Palerme.                         |
| Palerme - Tunis       | Splendid toute l'année.                                      |

### Maroc
| Ligne              | Navires                                                                                               |
| ------------------ | --- |
| Gênes - Tanger     | Excellent et Fantastic en saison, Excelsior hors saison et Rhapsody occasionnellement, via Barcelone. |
| Barcelone - Tanger | Excellent et Fantastic en saison, Excelsior hors saison et Rhapsody occasionnellement.                |
| Sète - Tanger      | GNV Atlas, Excellent et Fantastic en saison, occasionnellement via Barcelone.                         |
| Sète - Nador       | GNV Atlas ou GNV Cristal en saison.                                                                   |
| Barcelone - Nador  | GNV Atlas ou GNV Cristal en saison.                                                                   |

### Albanie
| Ligne         | Navires                           |
| ------------- | --------------------------------- |
| Bari - Durres | GNV Azzurra ou GNV BLU en saison. |